# Amastus venedictoffae
Amastus venedictoffae là một loài bướm đêm thuộc phân họ Arctiinae, họ Erebidae.